# Jorge Enrique Perrén
Pour les articles homonymes, voir Perren.
Jorge Enrique Perrén (Buenos Aires, 1910 - 2002) était un militaire argentin. Officier supérieur de la marine, l'un des commandants de la base navale de Puerto Belgrano, il joua un rôle de premier plan dans le coup d'État de septembre 1955 dirigé contre Juan Perón. Sous la dictature militaire qui s'ensuivit, il fut nommé chef d'état-major de la marine, puis, après sa retraite, occupa le poste de directeur national de la Marine marchande.

## Biographie
Sorti de l'École navale militaire à l'âge de 23 ans avec le grade de garde-marine, il mena ensuite une carrière dans la marine comme sous-marinier et artilleur, en gravissant tous les échelons, de ses premières affectations sur le cuirassier Moreno, les torpilleurs Cervantes, Jujuy et Córdoba, jusqu'à ses temps de service sur les canonnières Independencia et Rosario. Parallèlement, il accomplit quelques missions diplomatiques, notamment à titre d'assistant de l'attaché naval en république du Chili. Il vint enfin à occuper le poste de commandant de la Flotte de mer et à avoir sous ses ordres toute la zone de la base navale de Puerto Belgrano. 
Pendant le coup d'État de septembre 1955, lequel allait aboutir au renversement du président constitutionnel Juan Perón et à l'instauration subséquente du régime dictatorial autodénommé Révolution libératrice, ce fut Perrén, alors capitaine de vaisseau, qui exerça le commandement révolutionnaire sur la base de Puerto Belgrano, qui du reste avait été l'un des premiers foyers de sédition.  
En 1957, sous le nouveau pouvoir militaire issu du putsch, alors que l'amiral Isaac Rojas était vice-président de la république, il accéda au poste de chef d'état-major de la marine. 
Entre 1946 et 1958, il se vit décerner plusieurs distinctions de la part des gouvernements du Chili, du Pérou, du Paraguay et de Bolivie, et fut honoré en 1959 de la Légion d'honneur, avec le grade d'officier et de commandeur, par le gouvernement français, en reconnaissance de l'accueil qu'il avait réservé, en tant que chef d'état-major de la marine, à l'équipage des navires de guerre français Jeanne d'Arc et La Grandière. 
Après sa mise à la retraite, à sa demande, en 1959, Perrén fut désigné en 1962, sous la présidence de José María Guido, directeur national de la Marine marchande et des Ports. 
En 2003, l'un de ses fils, le capitaine de vaisseau Jorge Perrén (décédé en 2007) fut placé en détention préventive et inculpé du chef de « crimes contre les droits de l'homme » commis pendant la dictature militaire dite Processus de réorganisation nationale dans le centre clandestin de détention à l'Escuela de Mecánica de la Armada (ESMA).

## Source
- Falleció el Contraalmirante (R) Jorge Enrique Perrén, La Nación, 6 avril 2002